# Squilax (Colombie-Britannique)

Squilax est un village de la Colombie-Britannique, situé sur la rive nord-est du lac Little Shuswap.

## Description

### Toponymie
Squilax, également orthographié « Skw'lax », est proche du mot Secwepmectsin signifiant Ours Noir (Black Bear) dans le dialecte Shuswap de l'Est autour de Chase. Ce nom aurait été donné au lieu à la suite de l'apparition d'un ours noir devant des constructeurs qui travaillaient au chemin de fer. Ils ont demandé aux Indiens comment se disait « ours noir » dans leur langue et décidé de baptiser ce lieu de ce nom. Le nom de la station de chemin de fer Squilax (Railway Station) a été adopté le 3 novembre 1932 et la communauté porte ce nom sous cette écriture précise « squilax » officiellement depuis le 9 septembre 1994.

### Caractéristiques
Le village de Squilax, à la différence de Chase, qui se trouve sur la rive opposée du lac Little Shuswap, fait partie des collectivités de la bande indienne de Little Shuswap Lake. Le siège social de cette bande est situé dans la réserve indienne Quaaout no 1, l'une des cinq réserves régies par cette bande.  Ce village fait partie de cette réserve Quaaout No 1.
Presque tout le monde dans cette réserve est de la même famille ou a grandi ensemble. Deux des familles les plus connues dans cette région sont les Arnouse et les August qui habitent cette terre depuis longtemps. La famille August est originaire d'Enderby, mais a déménagé à Squilax pour des raisons inconnues. Plusieurs chefs de la bande indienne de Little Shuswap Lake viennent de la famille Arnouse.
Squilax organise un Pow Wow chaque été vers la mi-juillet et des compétitions pour danseurs. C'est une zone assez petite au point qu'une fois que vous y habitez, vous savez qui habite dans quelle maison, quels sentiers vous mèneront où, et les enfants courent partout et leurs parents savent où ils se trouvent exactement. C'est une communauté étroite avec de nombreuses histoires. Il y a des maisons d'hiver traditionnelles et des maisons d'été près du Quaaout Lodge et du terrain de golf Talking Rock Golf Resort.

### Infrastructures
Le village de Squilax dispose d'un bâtiment pour les pompiers.
C'est à Squilax que se situe le pont permettant de franchir la rivière Little River séparant le Little Shuswap Lake du Shuswap Lake. C'est aussi à Squilax que se situe l'aérodrome Skwlax Field (squilax en langue Secwepemc ou Shuswap) avec un bâtiment, le Shuswap Skwlax Airstrip desservant une piste pour avions et un bâtiment, le Lakehead Helicopters pour la piste d’hélicoptères.